# Sluis
Sluis (Ausspracheⓘ; deutsch Schleuse) ist eine Gemeinde in der niederländischen Provinz Zeeland. Sie bildet das westlichste Drittel von Zeeuws Vlaanderen, einschließlich 17 km Nordseeküste. In der Gemeinde liegen 19 städtische Siedlungen und Dörfer. Die Gesamtfläche der Gemeinde beträgt 307,16 km², ihre Einwohnerzahl 23.098 (Stand 1. Januar 2025). Die Gemeinde Sluis liegt an der Grenze zu Belgien (belgische Küste).

## Orte
Die wichtigsten Orte der Gemeinde sind: Sluis, Aardenburg, Oostburg, Breskens, Cadzand, Eede, Groede, IJzendijke, Nieuwvliet, Schoondijke und Sint Anna ter Muiden.
Sluis war bis 1995 eine eigenständige Gemeinde, die mit der Gemeinde Aardenburg zur neuen Gemeinde Sluis-Aardenburg, deren Hauptort Aardenburg war, zusammengeschlossen wurde. 2003 fusionierte Sluis-Aardenburg mit der Gemeinde Oostburg zur Großgemeinde Sluis.

## Geschichte
Die Stadt Sluis entstand bei einer Schleuse im Zwin, dem Wasserlauf, der Brügge einst Zugang zum Meer bot. Sie erhielt vom flämischen Grafen Gwijde van Dampierre 1290 das Stadtrecht. Im 14. Jahrhundert war Sluis sehr wichtig als Vorhafen von Brügge. Im Jahre 1340 fand in der Bucht vor Sluis die erste große Schlacht des Hundertjährigen Krieges, die Seeschlacht von Sluis statt, die in einer katastrophalen Niederlage Frankreichs endete. Als sich Flandern im Jahre 1492 gegen den römisch-deutschen König Maximilian von Österreich erhob, wurde Sluis von Philipp von Kleve-Ravenstein vergeblich belagert. Um 1550 war das Zwin nicht länger befahrbar. Später wurde ein Kanal Sluis-Damme-Brügge gegraben, aber die großen Schiffe kamen nicht mehr nach Brügge. Die Blütezeit von Sluis war auch vorbei.
Im Achtzigjährigen Krieg wurde es 1576 von den Niederländern, 1587 von den Spaniern und 1604 wieder durch Moritz von Nassau erobert. Der Festungsbauer Menno van Coehoorn ließ 1702 noch neue Bastionen und andere Befestigungen bauen, aber 1747 und 1794 wussten die Franzosen Sluis zweimal einzunehmen.
Von 1828 bis zu seinem Tode 1872 lebte in der Stadt Johan Hendrik van Dale, der das Große Wörterbuch der niederländischen Sprache zusammensetzte. Ab 1901 lebte der impressionistische Maler Ernst Oppler in Sluis und malte seine Strandbilder.
Im Zweiten Weltkrieg wurde Sluis, wie fast alle Orte in der Gemeinde, während der Operation Switchback (zwecks der Eroberung der Scheldemündung) im Herbst 1944 größtenteils zerstört.
Oostburg war zwischen 1000 und 1200 ein Umschlagplatz für Wolle. Die alte Stadt wurde 1944 völlig zerstört. Das Dorf Groede entstand im Mittelalter als neu gewonnenes Land; der Name bedeutet Groden.

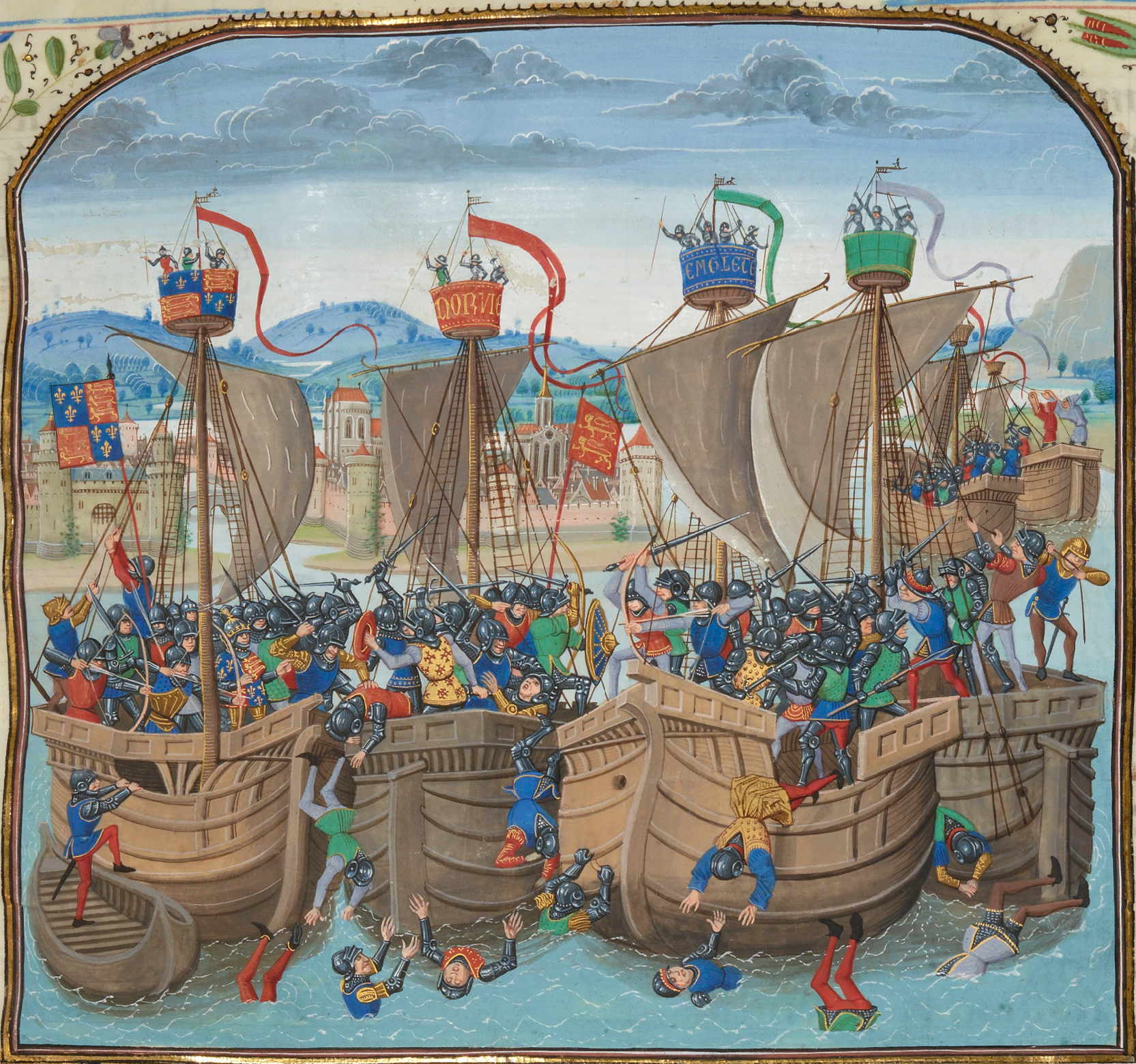
Schlacht bei Sluis 1340
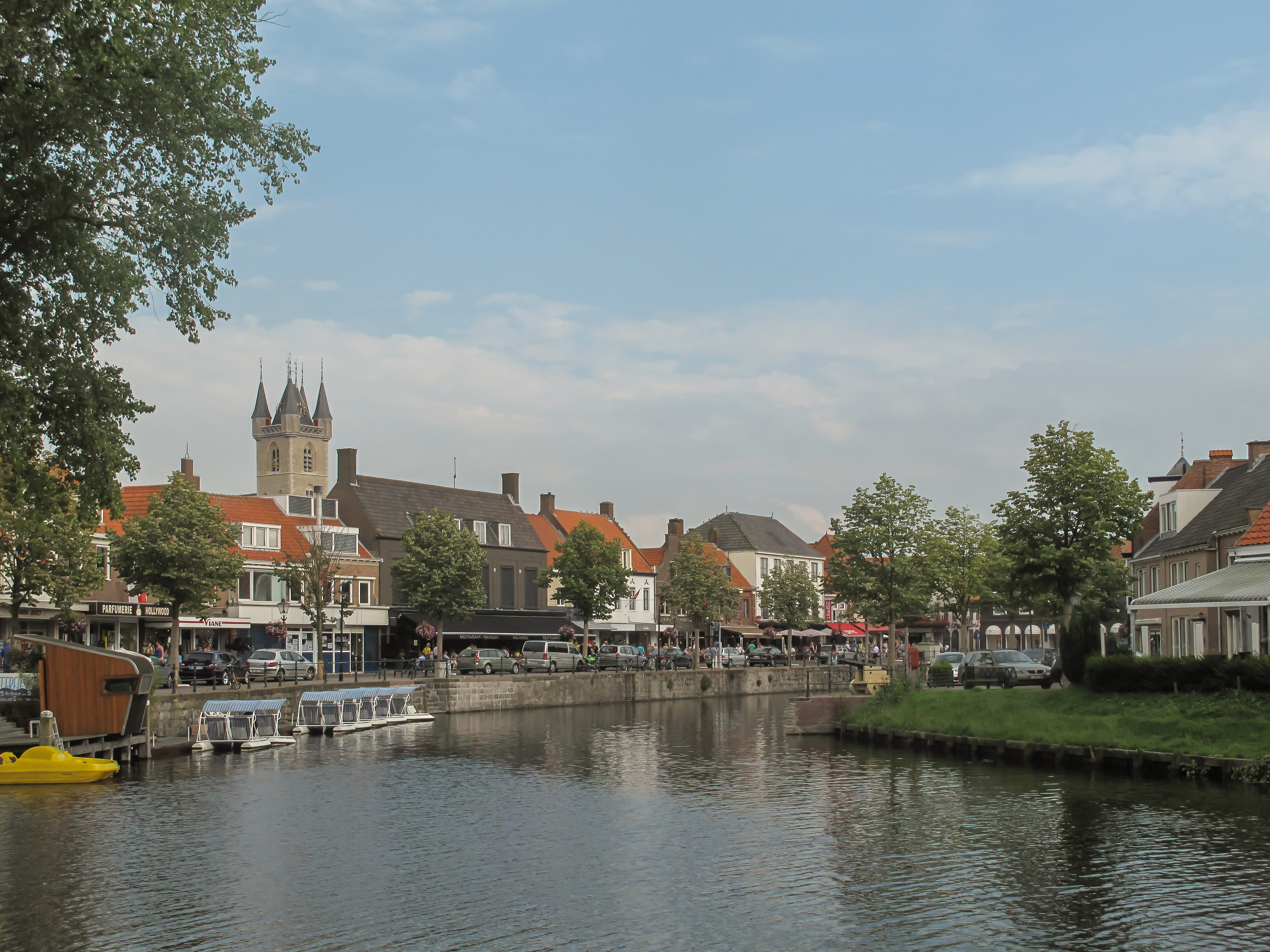
Sluis, die Ortschaft
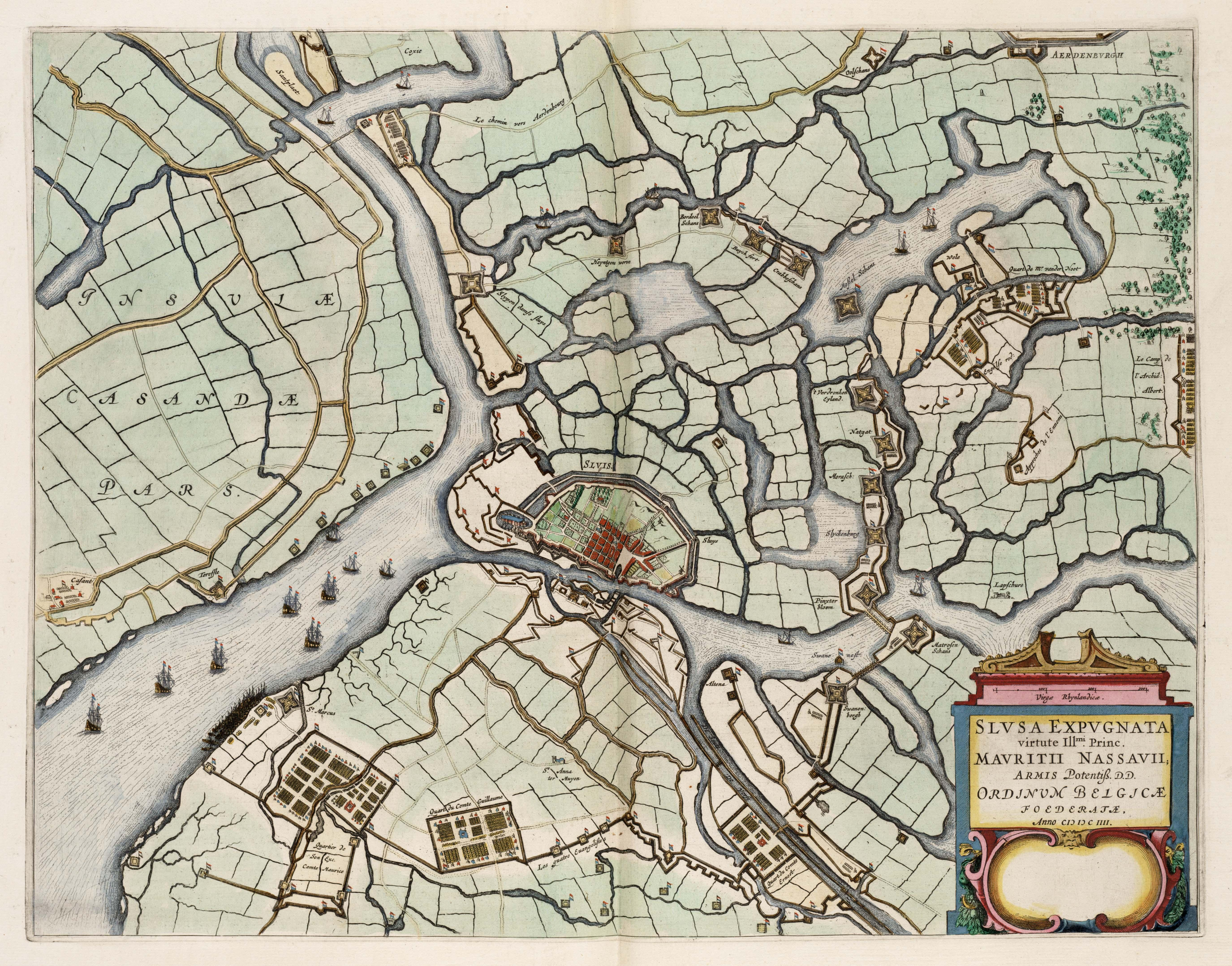
Eroberung von Sluis 1604
Lage des Ortes Sluis in der gleichnamigen Gemeinde

## Sehenswürdigkeiten
- Die Stadt Sluis bietet zum Teil gut erhaltene Festungsanlagen. Das Rathaus (1390 erbaut, 1951 restauriert) hat als Einziges in den Niederlanden einen Belfried.
- Breskens ist ein kleiner Fischerort an der Küste, nahe an der Grenze zu Belgien gelegen. Er bietet mehrere große Camping- und Bungalowparks und einen Sandstrand mit langen Dünen. Breskens ist zudem bekannt für seine Vielzahl an bekannten Fischrestaurants. Eine Personenfähre (nur für Fußgänger, mit und ohne Fahrrad) pendelt stündlich zwischen Vlissingen und Breskens. Weiterhin finden regelmäßig Wochenmärkte im kleinen Ortskern statt. Überregionale Bedeutung erlangt Breskens auch durch sein einmal jährlich, meist im August stattfindendes Fischereifest, zu dem Tausende von Besuchern kommen.
- Groede mit seinen Campingplätzen ist ein Dorf das 1,5 km vom Meer liegt. Im Ortskern steht eine Kirche aus dem 13. Jahrhundert sowie die Lutherse Kerk aus dem 18. Jahrhundert. Im Zweiten Weltkrieg war Groede ein Rot-Kreuz-Dorf und blieb deshalb mit seinem historischen Ortskern unzerstört. Heute bilden die verwinkelten Gässchen mit den noch aus dem Mittelalter stammenden Häusern das so genannte „Vlaemsche Erfgoed“. In verschiedenen Häusern sind Museen oder Restaurants untergebracht, so dass diese auch von innen besichtigt werden können. Der Ort hat einen Leuchtturm.
- Nieuwvliet ist für seine historisch-restaurierte typische Windmühle bekannt. Nieuwvliet-Bad ist ein Ortsteil, der praktisch nur aus Bungalowparks und Campingplätzen besteht. Zu Nieuwvliet gehören insgesamt vier Campingplätze, eine Mühle, eine Burg, zwei eigenständige Restaurants (ausgenommen Campingrestaurants oder Bars) und zwei Freizeitanlagen.
- Eede liegt direkt an der belgischen Grenze. Es erlangte historische Berühmtheit als der erste Ort, an dem Königin Wilhelmina Ende 1944 zuerst wieder befreiten niederländischen Boden betrat, ein Denkmal erinnert noch daran.
- Cadzand ist der vielleicht bekannteste Badeort der Gemeinde. Viel touristische Infrastruktur und ein breiter Sandstrand tragen zu der Popularität bei. Neben Campingplätzen und Bungalowparks gibt es in Cadzand aber auch recht viele Hotels, davon einige im 4-Sterne-Bereich. Cadzand liegt nahe der belgischen Grenze, nicht weit vom Belgisch-Niederländischen Naturpark Het Zwin, wo man unter Führung die Vogel- und Pflanzenwelt beobachten kann.
- Sint Anna ter Muiden ist ein kleiner Ortsteil nahe der belgischen Grenze. Die anscheinend viel zu große Reformierte Kirche zeugt von der einst größeren Bedeutung des Ortes.
- In Aardenburg gibt es einige alte Häuser aus der Vorkriegszeit und ein Heimatmuseum, das archäologische Funde, vor allem auch aus dem ehemaligen römischen Kastell Aardenburg ausstellt. Die Grundmauern des römischen Militärlagers sind teilweise noch im Stadtgebiet zu sehen. Die Sankt-Bavokirche, mit deren Bau schon 959 angefangen wurde, ist eine gotische Kirche in der sog. Scheldegotik. In der Kirche, einer der sehenswertesten der ganzen Niederlande, ist eine Ausstellung über die Restaurierung in den 1950er Jahren mit vielen Besonderheiten.
- Sint Kruis besitzt eine Reformierte Kirche mit einem wuchtigen Westturm aus dem 14. Jahrhundert.
- IJzendijke hat einen Marktplatz mit noch einigen kleinen Häusern aus dem 17. Jahrhundert.

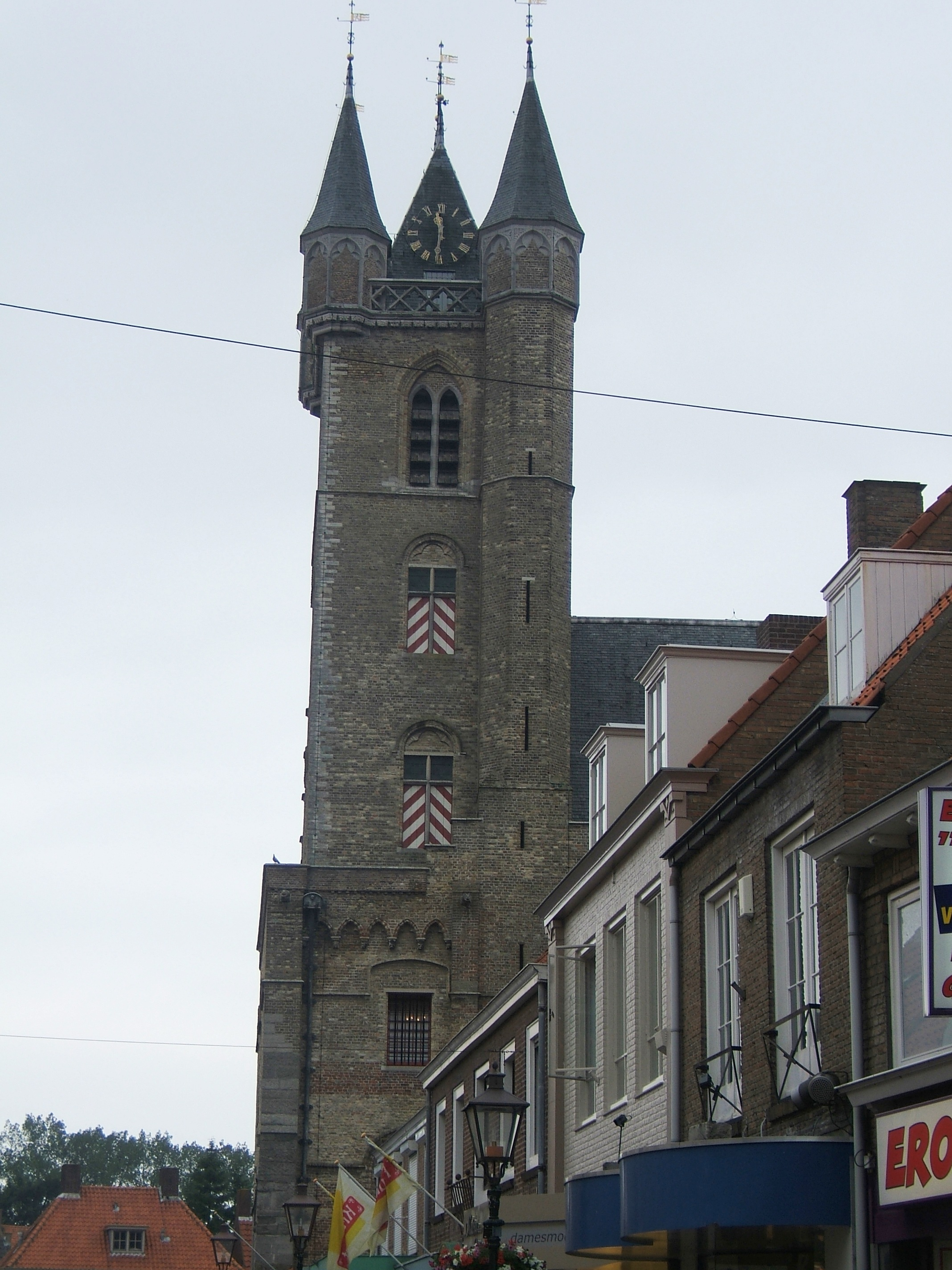
Belfried (Belfort) des Rathauses
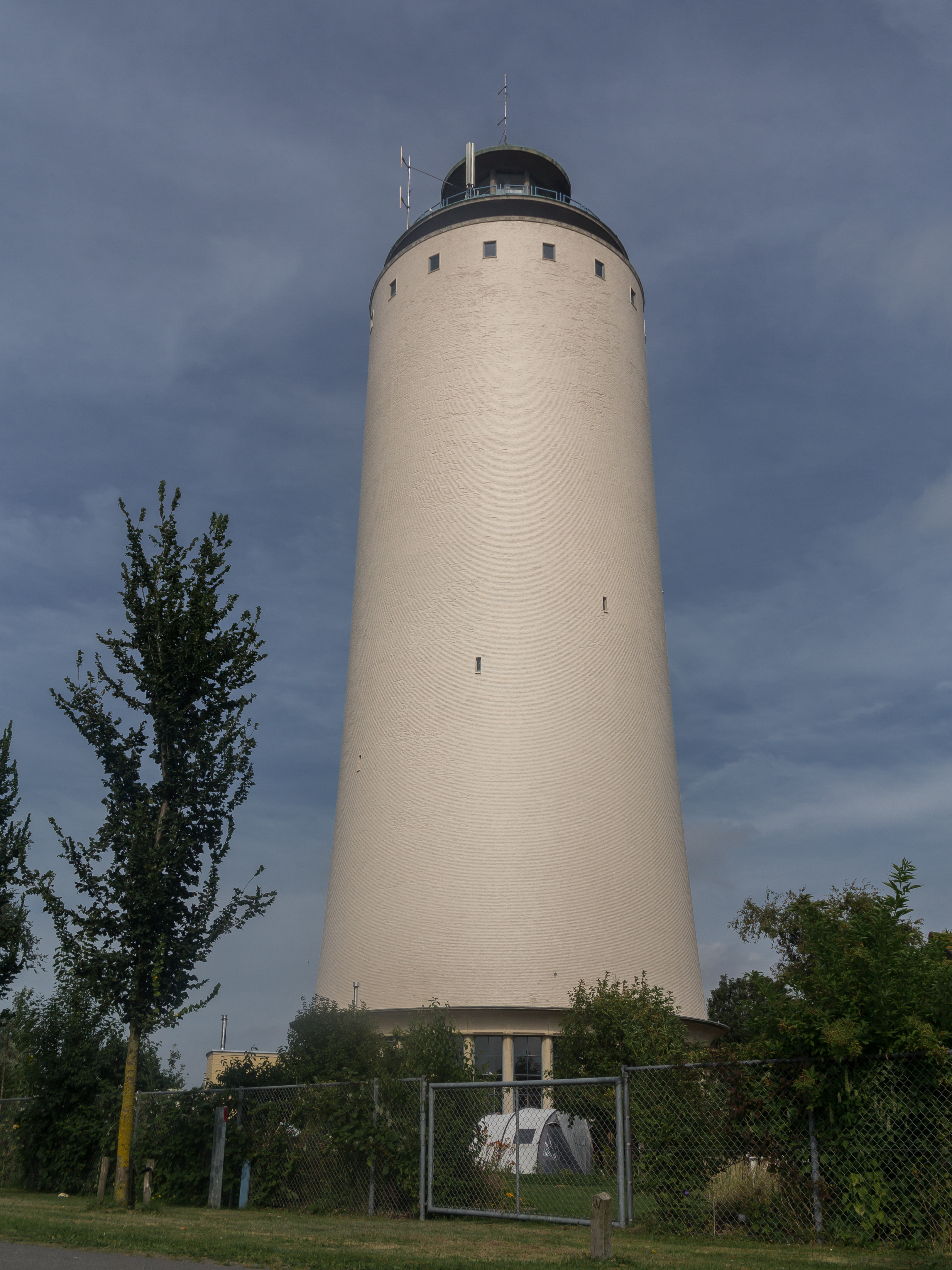
Oostburg, Wasserturm
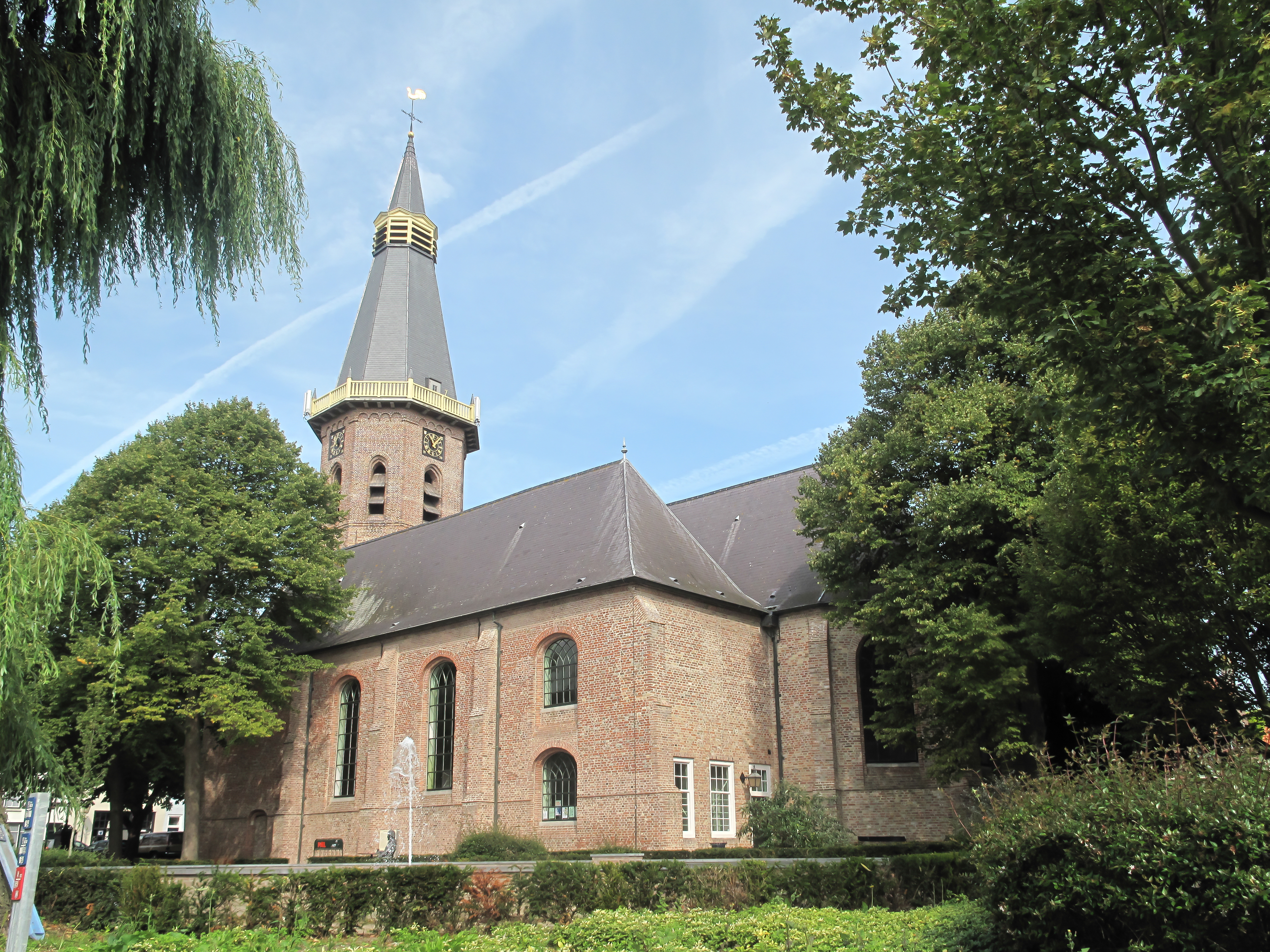
Groede, Kirche: de Grote Kerk
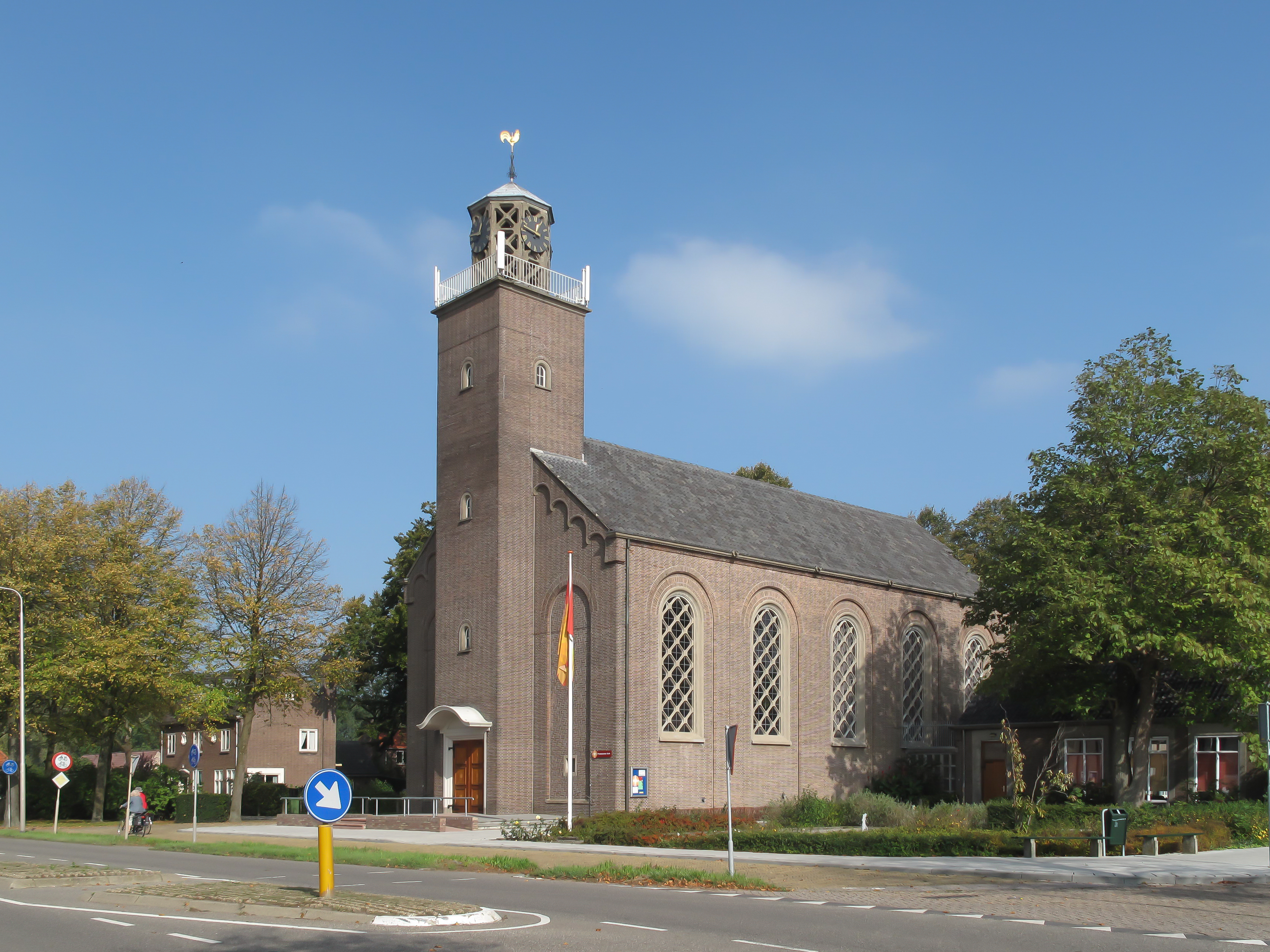
Schoondijke, Kirche
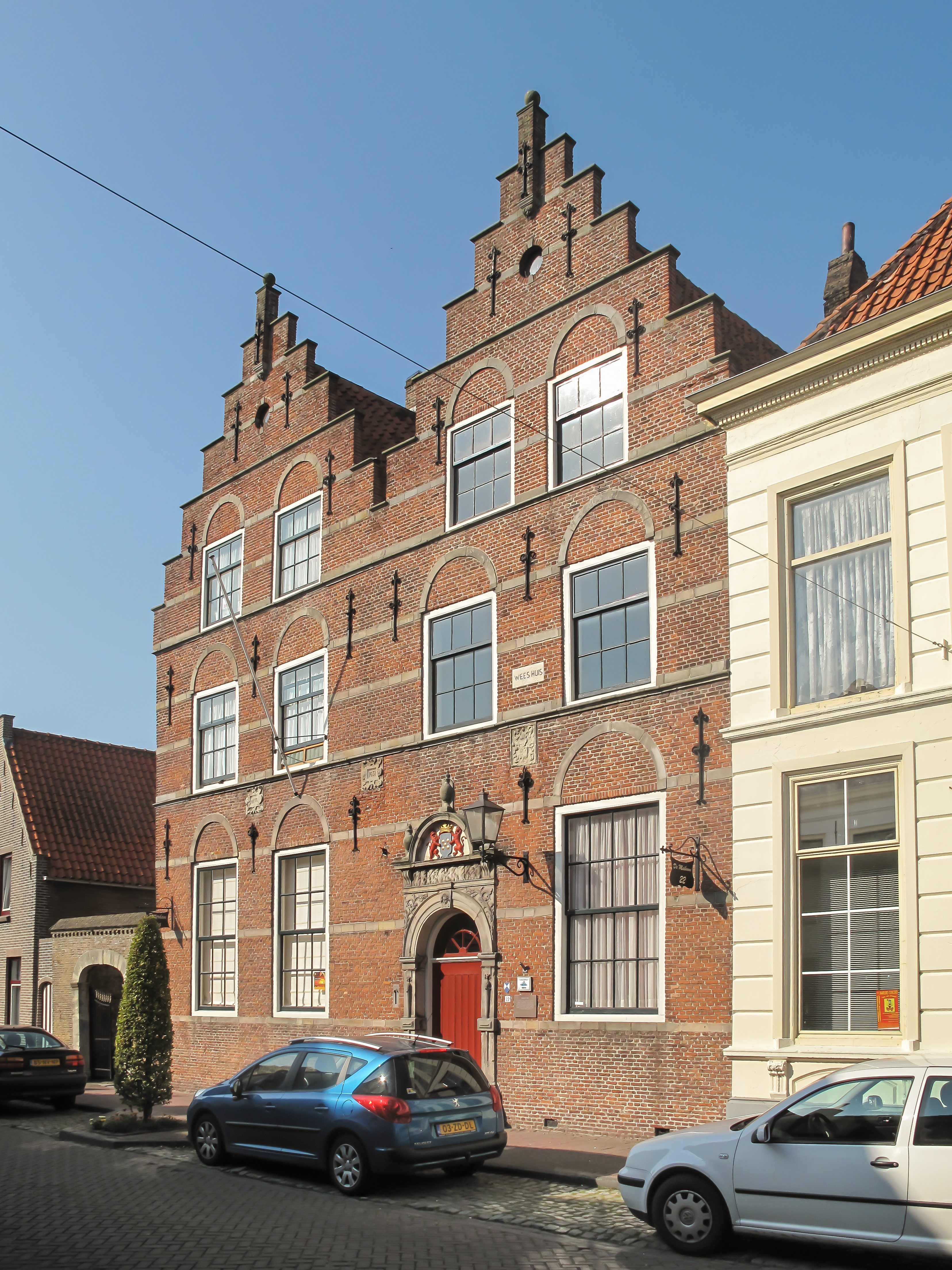
Aardenburg, Waisen Haus: de Meiboom
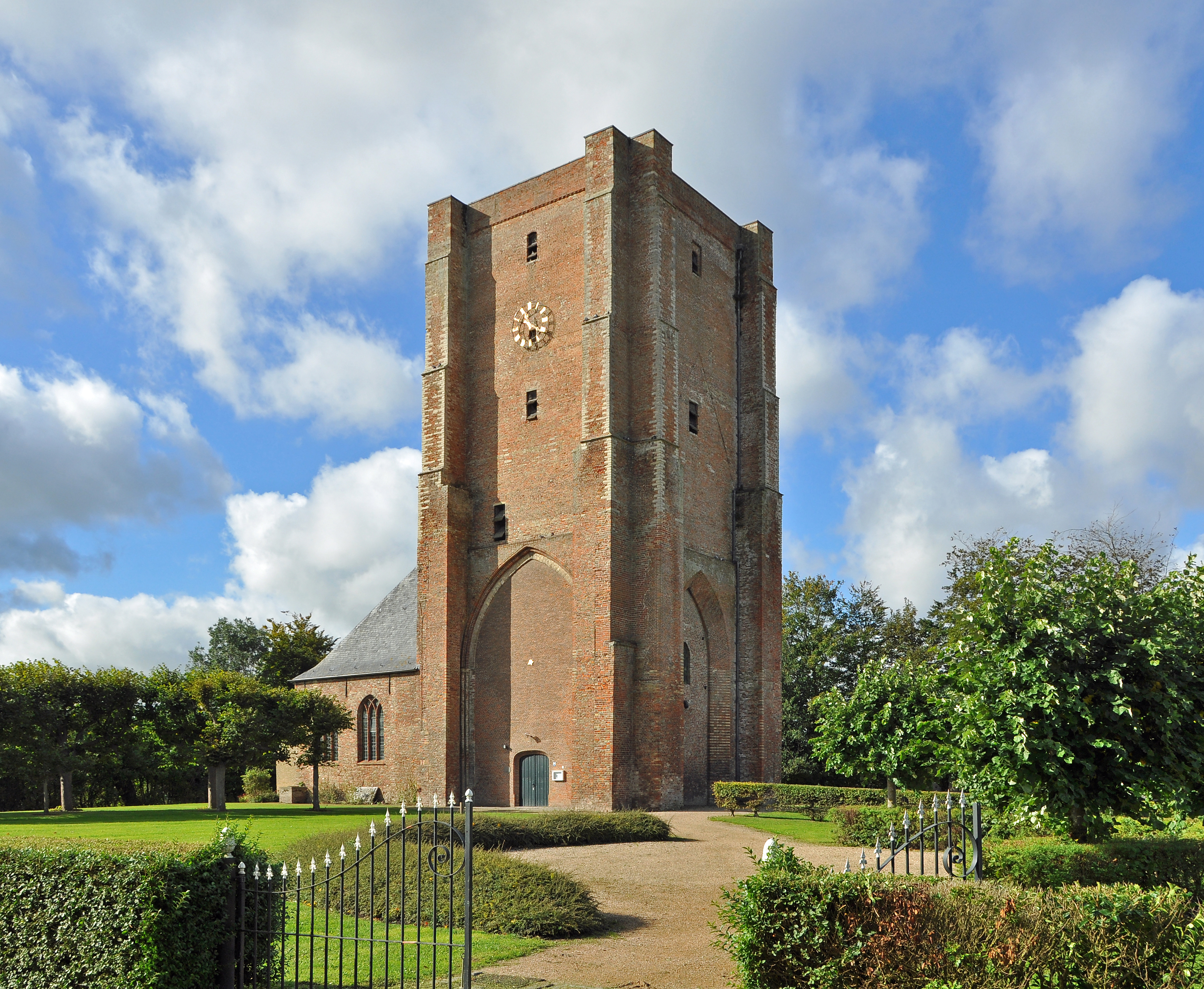
Sint Anna ter Muiden, Alter Kirchturm
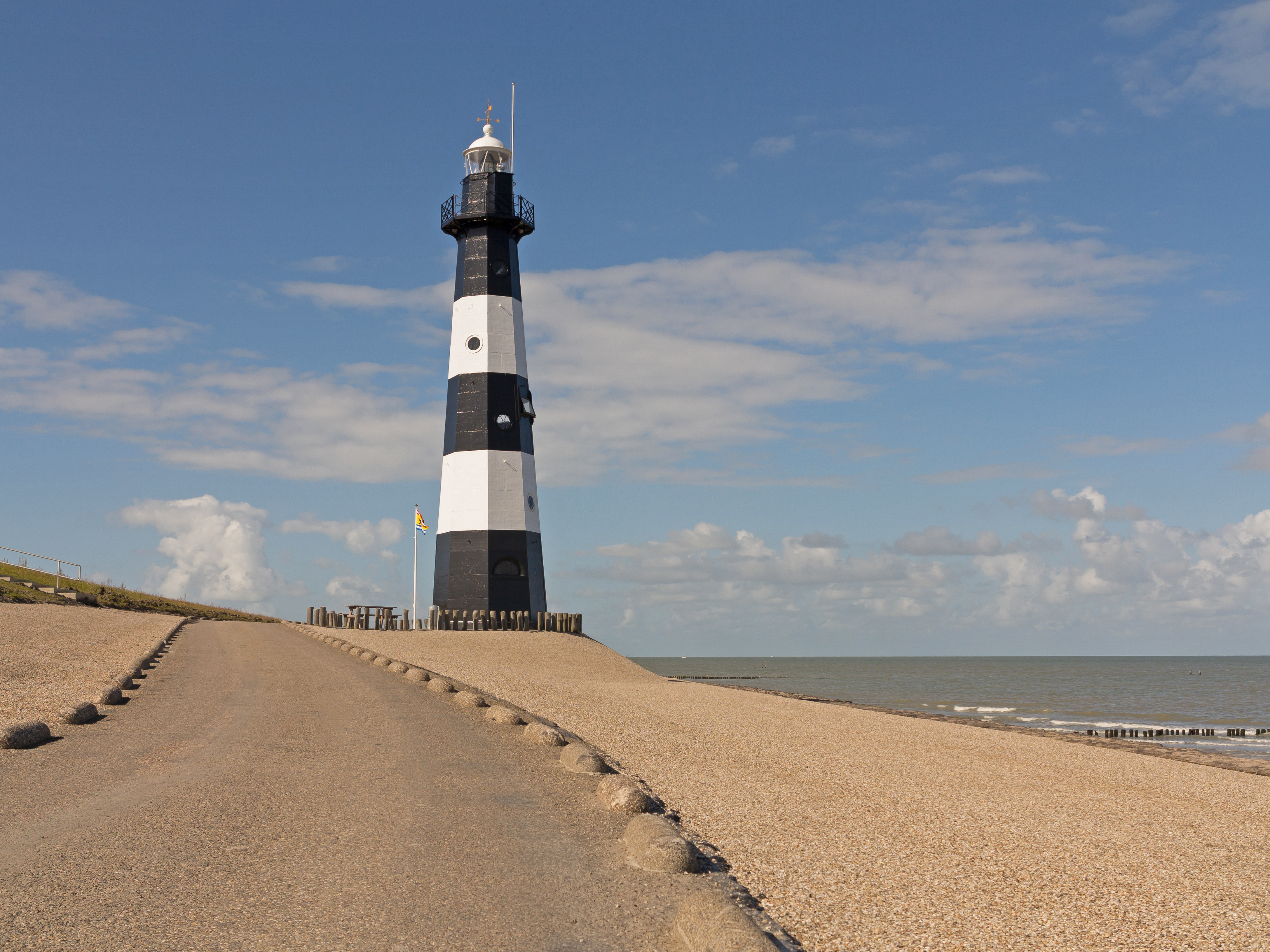
Nieuwe Sluis, Leuchtturm
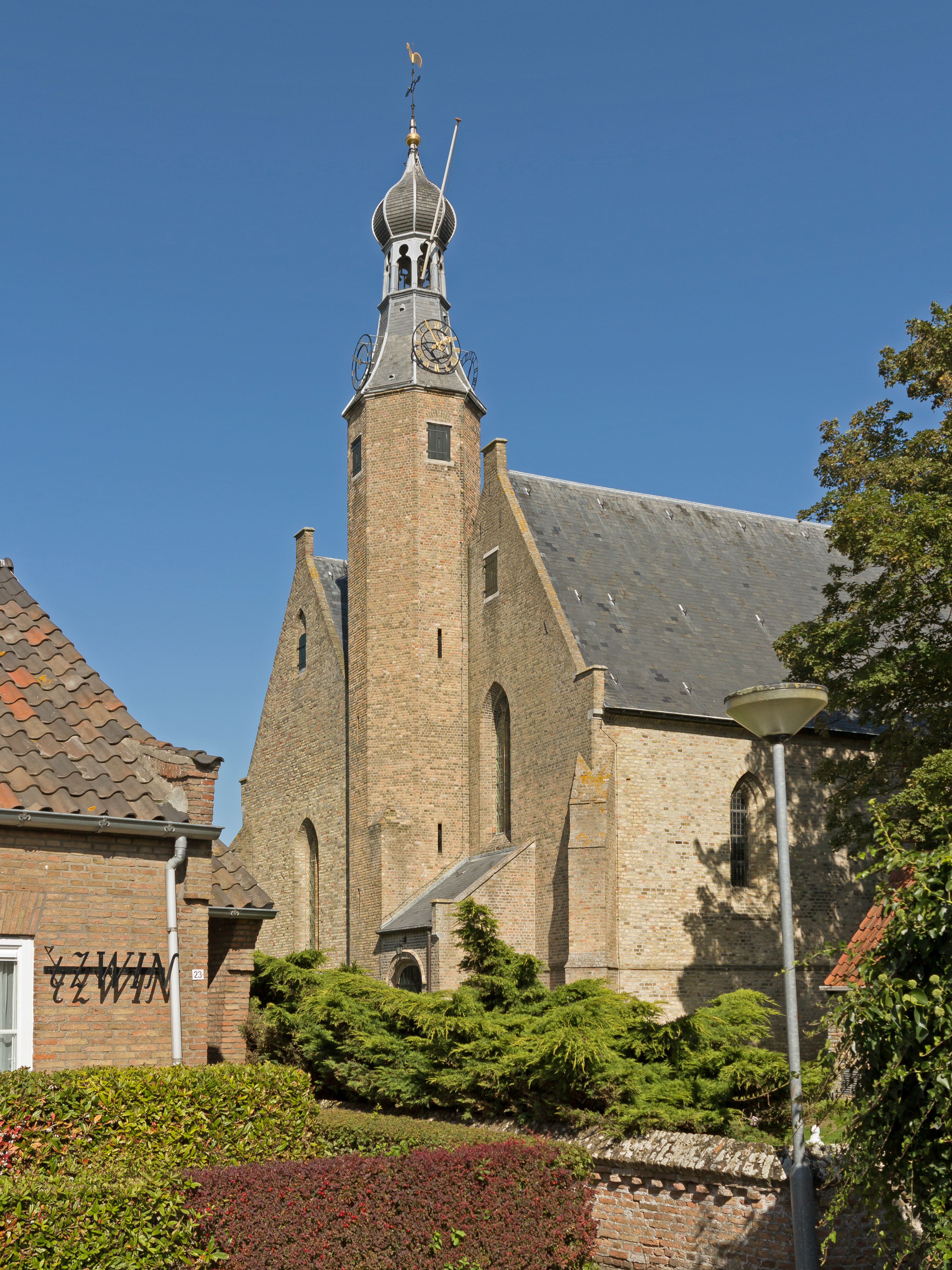
Cadzand, Kirche: de Mariakerk
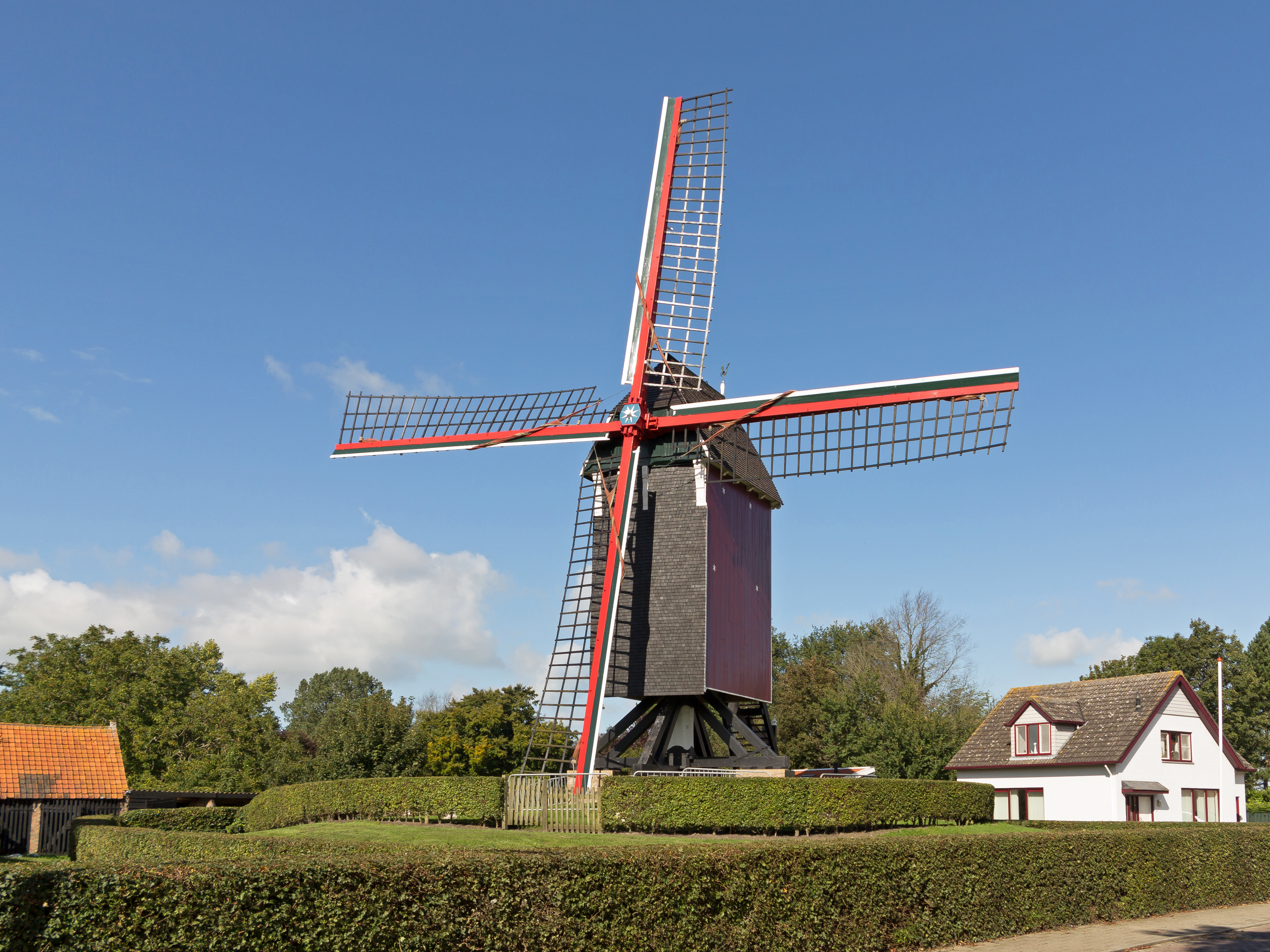
Retranchement, Mühle: de Retranchementse Molen
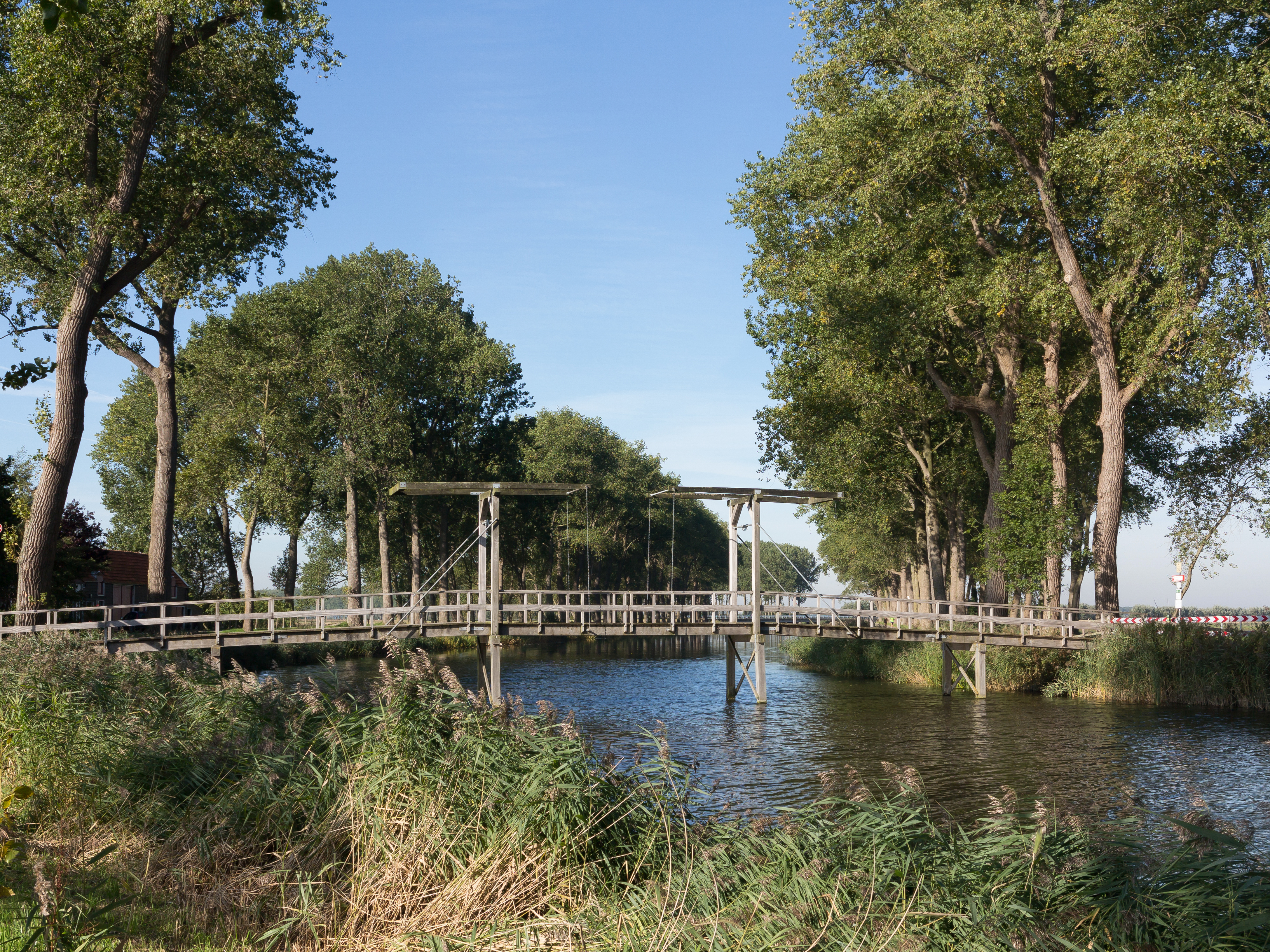
Sluis, Zugbrücke
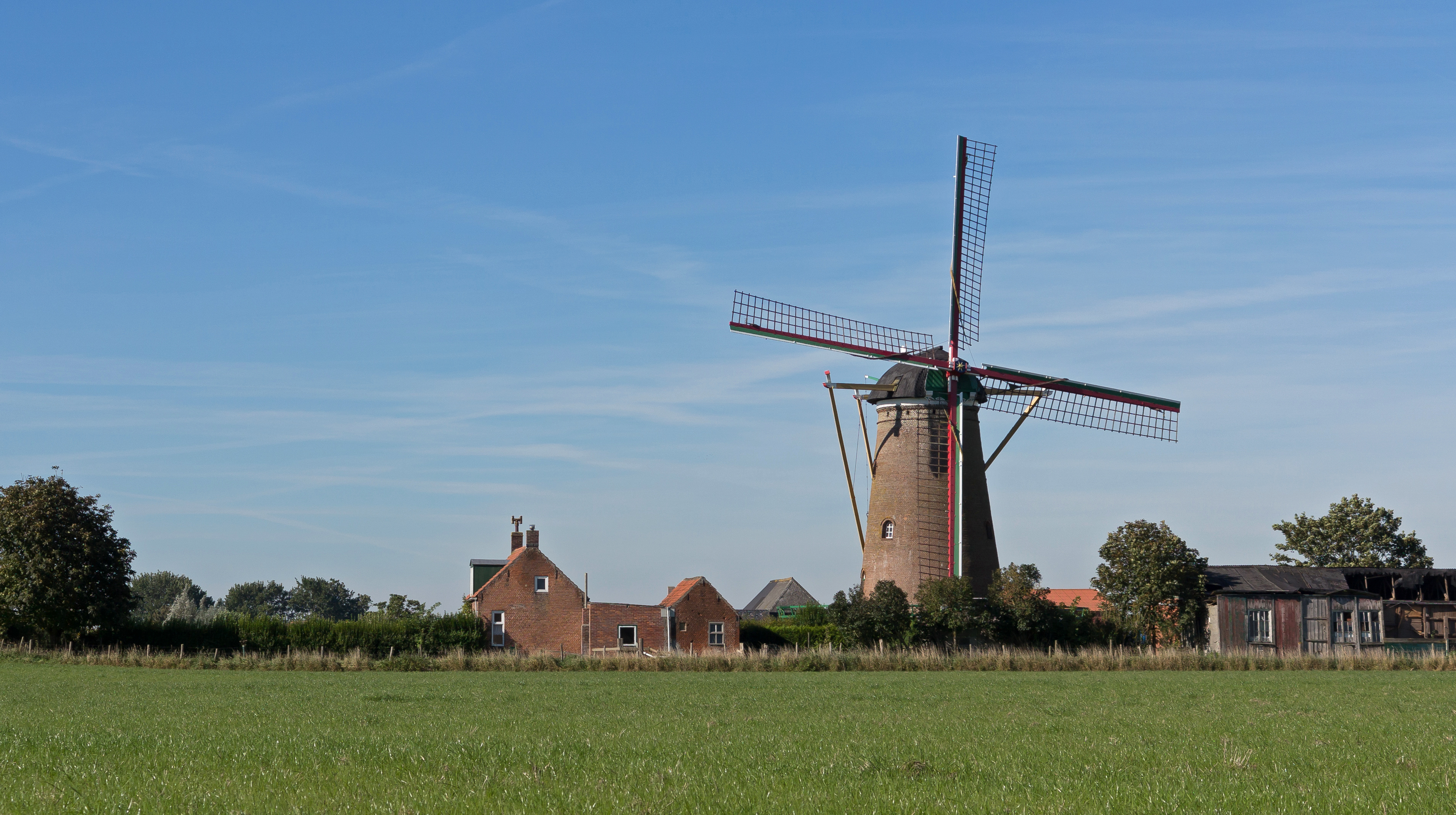
Zuidzande, Mühle: de Zuidzandese molen

## Wirtschaft
Die wesentlichen Wirtschaftszweige sind Landwirtschaft und Tourismus mit daran partizipierenden Branchen (Gastronomie und andere).
Breskens hat einen Yacht-, Fischerei- und Industriehafen. Die Fischerei hat hier allerdings überwiegend regionale Bedeutung. Die Erträge werden vorwiegend in den umliegenden Ortschaften weiterverarbeitet und verkauft. In Schoondijke sind einige Betriebe für landwirtschaftliche Großgeräte und metallverarbeitende Industrie ansässig. Außerdem gibt es einen Windmühlenpark.
Sluis, Aardenburg und Oostburg sind Einkaufszentren, auch für Besucher aus dem benachbarten Belgien. Eine Sonderstellung hat hier Sluis, wo die Geschäfte sieben Tage in der Woche geöffnet sind. Da Sluis ehemals als Grenzstadt galt, werden noch heute typische verzollte Waren wie Alkohol, Zigaretten und Kosmetika steuerfrei (ähnlich wie Duty-free an Flughäfen) verkauft. In Sluis befindet sich zudem die Gemeindeverwaltung und das Gemeindehaus/Rathaus im alten Belfort, dem einzigen der Niederlande.
Cadzand, Groede und Nieuwvliet-Bad sind wegen der breiten, sauberen Strände zu Touristenzentren geworden. In Küstennähe befinden sich dementsprechend viele Hotels, Campingplätze und Ferienhaussiedlungen mit der dazugehörigen Infrastruktur.
Verbreitet über die Gemeinde gibt es viel Landwirtschaft: die nicht genannten Orte der Gemeinde sind überwiegend kleine Bauerndörfer.
Grundsätzlich leidet die Gemeinde an zunehmender Abwanderung der einheimischen Bevölkerung. Mangelnde Ausbildungschancen und geringe Beschäftigungsmöglichkeiten besonders für höher qualifizierte Menschen lassen viele jüngere Leute mit oder ohne Familie in größere Städte abwandern.

## Politik
Sitzverteilung im Gemeinderat
Der Gemeinderat setzt sich seit der Gemeindegründung im Jahr 2003 folgendermaßen zusammen:
| Sluis Lokaal                      | –  | –  | –  | –  | –  | 4  |
| VVD                               | 4  | 2  | 3  | 3  | 3  | 4  |
| Gemeentebelangen a                | 4  | 2  | –  | –  | –  | –  |
| PvdA                              | 4  | 4  | 3  | 2  | 2  | 3  |
| CDA                               | 5  | 3  | 3  | 4  | 4  | 3  |
| SP                                | –  | –  | –  | 1  | 1  | 1  |
| Politieke Vereniging Lijst Babijn | –  | 0  | 2  | 2  | 3  | 1  |
| Nieuw Gemeentebelang a            | –  | –  | 3  | 3  | 3  | 1  |
| GroenLinks                        | 0  | –  | –  | –  | 1  | 1  |
| FvD                               | –  | –  | –  | –  | –  | 1  |
| Dorpsbelangen en Toerisme         | 3  | 4  | 2  | 3  | 2  | –  |
| D66                               | –  | –  | 1  | 1  | 0  | –  |
| Helder Zeeuws                     | –  | –  | 2  | 0  | –  | –  |
| Nieuw West a                      | 3  | 4  | –  | –  | –  | –  |
| LPF                               | 0  | –  | –  | –  | –  | –  |
| Gesamt                            | 19 | 19 | 19 | 19 | 19 | 19 |

Anmerkungen
Politische Gliederung
Die Gemeinde wird in folgende Ortsteile aufgeteilt:
| Nr. | Ort             | Einwohner |
| --- | --------------- | --------- |
| 00  | Sluis           | 2.385     |
| 01  | Retranchement   | 265       |
| 02  | Aardenburg      | 2.450     |
| 03  | Eede            | 945       |
| 04  | Sint Kruis      | 205       |
| 05  | Oostburg        | 4.690     |
| 06  | Zuidzande       | 460       |
| 07  | Cadzand         | 685       |
| 08  | Nieuwvliet      | 395       |
| 09  | Groede          | 910       |
| 10  | Breskens        | 4.600     |
| 11  | Hoofdplaat      | 805       |
| 12  | IJzendijke      | 2.475     |
| 13  | Schoondijke     | 1.390     |
| 14  | Waterlandkerkje | 490       |
|     | Gemeinde        | 23.150    |

1. ↑  Bezirksnummer
2. ↑  (Stand: 1. Januar 2024)

## Persönlichkeiten
- Johanna Jacoba van Beaumont (1752–1827), patriotische Schriftstellerin und Feministin
- Wim Dubois (* 1946), Radrennfahrer, geboren in Groede